# كارمي كور
كارمي كور هي ممثلة هندية، ولدت في 17 مايو 1987 في الهند. من الجوائز التي نالتها جوائز ناندي ‏.

## جوائز
- جوائز ناندي [الإنجليزية]‏

## وصلات خارجية
- كارمي كور على موقع IMDb (الإنجليزية)
- كارمي كور على موقع قاعدة بيانات الفيلم (الإنجليزية)